# Mallotus hispidospinosus
Mallotus hispidospinosus är en törelväxtart som beskrevs av P.C.van Welzen och Chayam.. Mallotus hispidospinosus ingår i släktet Mallotus och familjen törelväxter. Inga underarter finns listade i Catalogue of Life.